# Faro de Roche
El faro de Roche se encuentra al borde del cabo Roche, en el municipio español de Conil de la Frontera. Originalmente fue una torre vigía llamada torre de Roche, hasta su conversión en faro en 1986. Está declarado bien de interés cultural.

## Historia
La torre de Roche formaba parte del sistema de torres de vigilancia costera mandado construir por Felipe II en el siglo XVI para defender las costas españolas de los piratas berberiscos. La campaña de fortificación del atlántico andaluz, desde Gibraltar hasta Ayamonte, fue encomendada al comisionado real Luis Bravo de Laguna. La especial vulnerabilidad de la zona marítima próxima al Estrecho llevó al duque de Medina Sidonia, dueño del señorío de las almadrabas de la zona, a interesarse también por la construcción de estas torres. Las torres promovidas por el duque, como la torre de Roche, tienen planta cuadrada, mientras que las torres de promoción real tienen planta circular.
La torre de Roche fue construida entre 1500 y 1599.
Dentro del sistema costero-defensivo correspondían a Conil la torre de Roche, la torre Atalaya y la torre de Castilnovo. Este rosario de torres costeras comunicaba al norte con la torre del Puerco y al sur con torre Blanca, y con las torres hacia el interior, destacando en la comarca por su importancia la torre corredera de Vejer. Cada torre tenía a su servicio uno o más hombres que hacían guardia y daban la alarma por medio de fuegos o ahumadas. Además de estos guardas fijos, destacamentos de caballería recorrían la costa con fines de enlace y reconocimiento. Estas fuerzas, fijas y móviles, estaban bajo el mando del Duque de Medina Sidonia, capitán general del océano en la costa de Andalucía. Estas guardas servían más bien de vigilancia y para rechazar pequeñas infiltraciones. En caso de producirse un desembarco importante, como el que tuvo lugar en 1515 en Conil, se alertaba a las milicias de los pueblos, obligadas a tener armas dispuestas para todos los hombres capaces de tomarlas. 
Tras la Guerra de la Independencia fue prácticamente abandonada, aunque poseía un cuerpo de guardia anejo con capacidad para 16 hombres destinados al control del contrabando. Se ha conservado relativamente en buen estado hasta 1986, cuando fue restaurada por el Ministerio de Obras Públicas y Urbanismo y convertida en faro para la navegación.